# Figueira
Figueira là một đô thị thuộc bang Paraná, Brasil. Đô thị này có diện tích 129,806 km², dân số năm 2007 là 8544 người, mật độ 66,5 người/km².